# Йоцич, Любиша
Любиша Йоцич (Йочич) (серб. Љубиша Јоцић; 19 июня 1910, Уб, Королевство Сербия — 2 марта 1978, Белград, СФРЮ) — сербский и югославский писатель, журналист, режиссёр, поэт, переводчик, живописец. Сюрреалист.

## Биография
В четырёхлетнем возрасте остался без отца-врача, погибшего во время Первой мировой войны. В 1928 году отправился в Париж, учиться скульптуре. Там же встретился и вошёл в круг французских и югославских сюрреалистов. 
В следующем году опубликовал свои первые стихи в журналах «Европа» и «50» в Белграде, в 1930 году издал первую книгу стихов «San ili biljka». В 1934 году появилась ещё одна книга его поэзии «Ljubav i sloboda» («Любовь и свобода»). В 1938 году Л. Йочич вернулся из Парижа на родину и занялся литературным трудом.  1940 году он опубликовал первый роман «Polomljena kola». 
Будучи нонконформистом,  отказался официально отождествлять себя с позицией Белградской сюрреалистической группы. Это, однако, не означало, что ему не приходилось время от времени общаться с ними. Подобно сербским сюрреалистам, Йоцич внёс свой вклад в развитие социально настроенной литературы Югославии 1930-х годов. Это нашло своё отражение в его романе «Polomljena kola» , в котором он сосредоточился на жизни сербской деревни во время Первой мировой войны. В другом романе «Драга Машин» рассказал о жизни Драги Машиной, жены сербского короля Александра Обреновича.
Во время Второй мировой войны, будучи близким к деятелям левой оппозиции, скрываясь в течение некоторого времени, жил в Белграде, затем ушёл к партизанам. 
Вернувшись с войны, издал книгу стихов «Огледало» («Зеркало»). 
Кроме литературы занимался живописью и киноискусством. Как режиссёр снял 15 короткометражных и документальных фильмов.
Любица Йоцич умер в Белграде в 1978 году. 
В «Краткой истории сербской литературы» о нём написано:

«... Художник противоречивый, парадоксальный, разнообразный в своём творчестве. Он писал стихи, романы, драмы, рассказы, эссе, снимал кино, был актёром, который больше всего экспериментировал с современными формами и выражениями, стремился найти формулу для личной, автобиографической поэзии.»— Jovan Deretić: «Краткая история сербской литературы»
.

## Избранные произведения
Книги стихов
- Сан или биљка, 1930,
- Књига поезије без наслова, 1934,
- Песме, 1938,
- Суморна питања, 1940,
- Огледало, 1951,
- Крилато корење, 1952,
- Скривени светови, 1960,
- Курир на прозору, 1963,
- Све девојке треба да путују, 1972,
- Колико је сати, 1976,
- Месечина у тетрапаку, 1975,
- Изабране песме (избранное), 1981

Романы
- Љубав и слобода, 1934,
- Поломљена кола, 1940,
- И стобом сама, 1954,
- Тамнице (в соавт.), 1956,
- Драга Машин, 1959, 1963, 1980,